# 卡尺

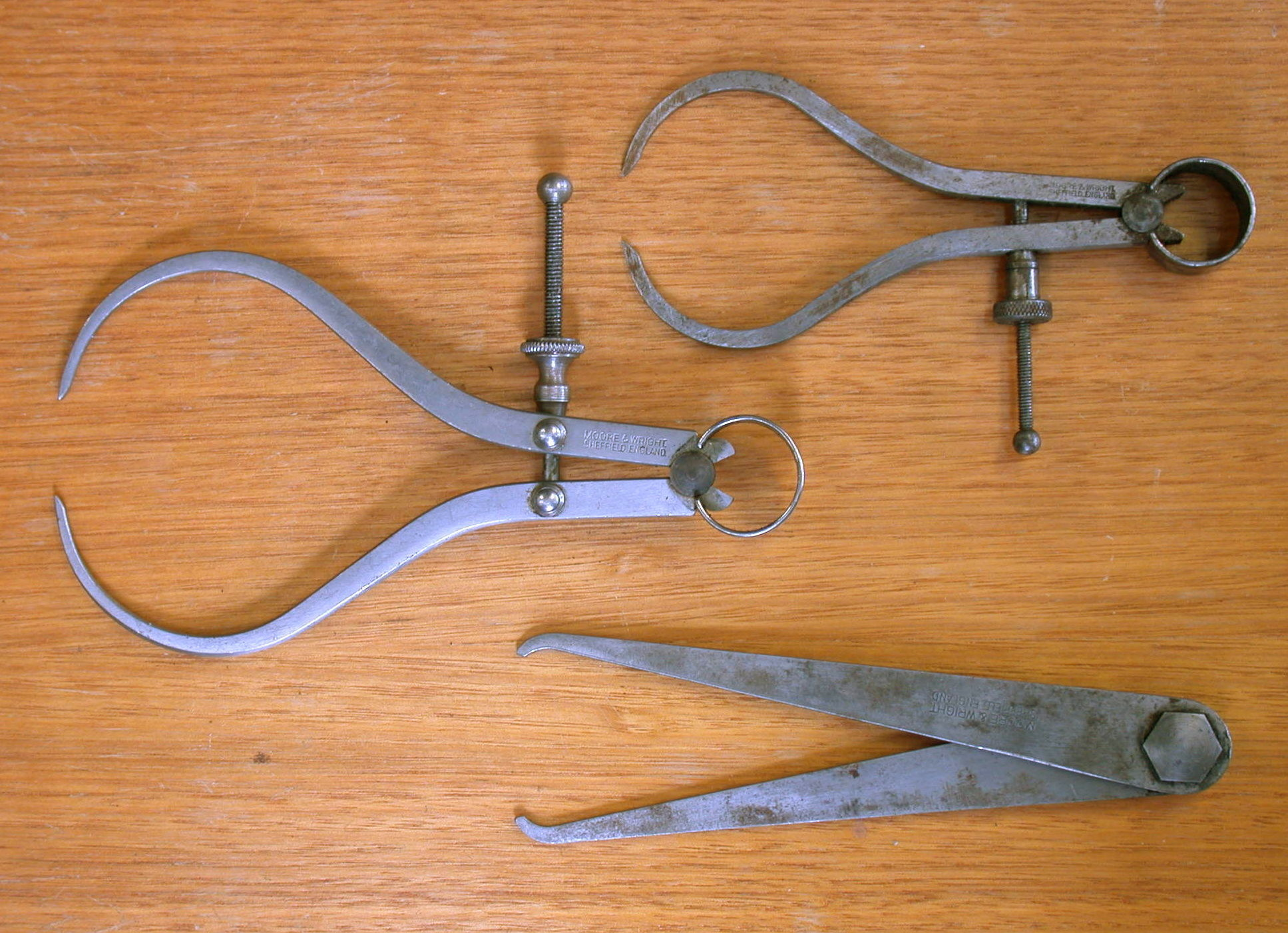
外卡尺

卡尺（caliper）汉语依其形状或用途另称卡钳、测径规、弯脚规等等，泛指测量长度、内外径、深度的量具，用来测量物体两点或两对立面（如内外径、物体厚度等）之间距离。
最简单的卡尺为圆规状，顶部有向外或向内的尖端。卡尺的顶端可以手动调整，直至与所需测量的两面相顶。如此之后卡尺可以即可以离开被测物，并通过测量其顶端距离从而间接得到物体两面间距。卡尺在金工、木工、理学、机械工程以及医学领域内被广为应用。

## 历史
最早是出現在公元前6世纪的意大利吉廖島。中国則在汉代有青铜制的卡尺。现代游标卡尺则是在1631年由法国数学家皮埃尔·维尼尔发明的。

## 外卡尺

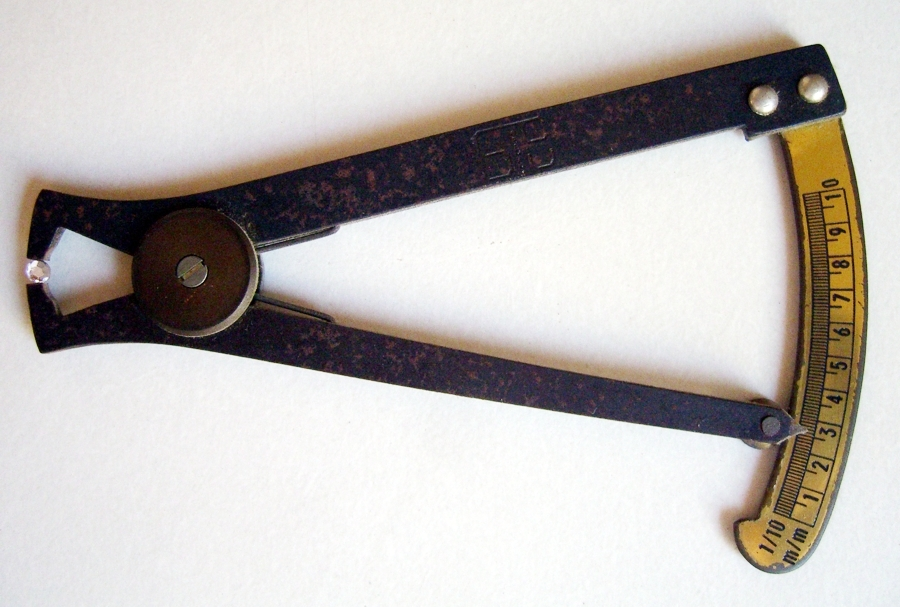
自带0–10 mm刻度的外卡尺

专门用于测量物体外径用的卡尺，两腿之间可以张开很大的角度。图中所示的外卡尺则自带刻度，省去了测量的麻烦。

## 内卡尺

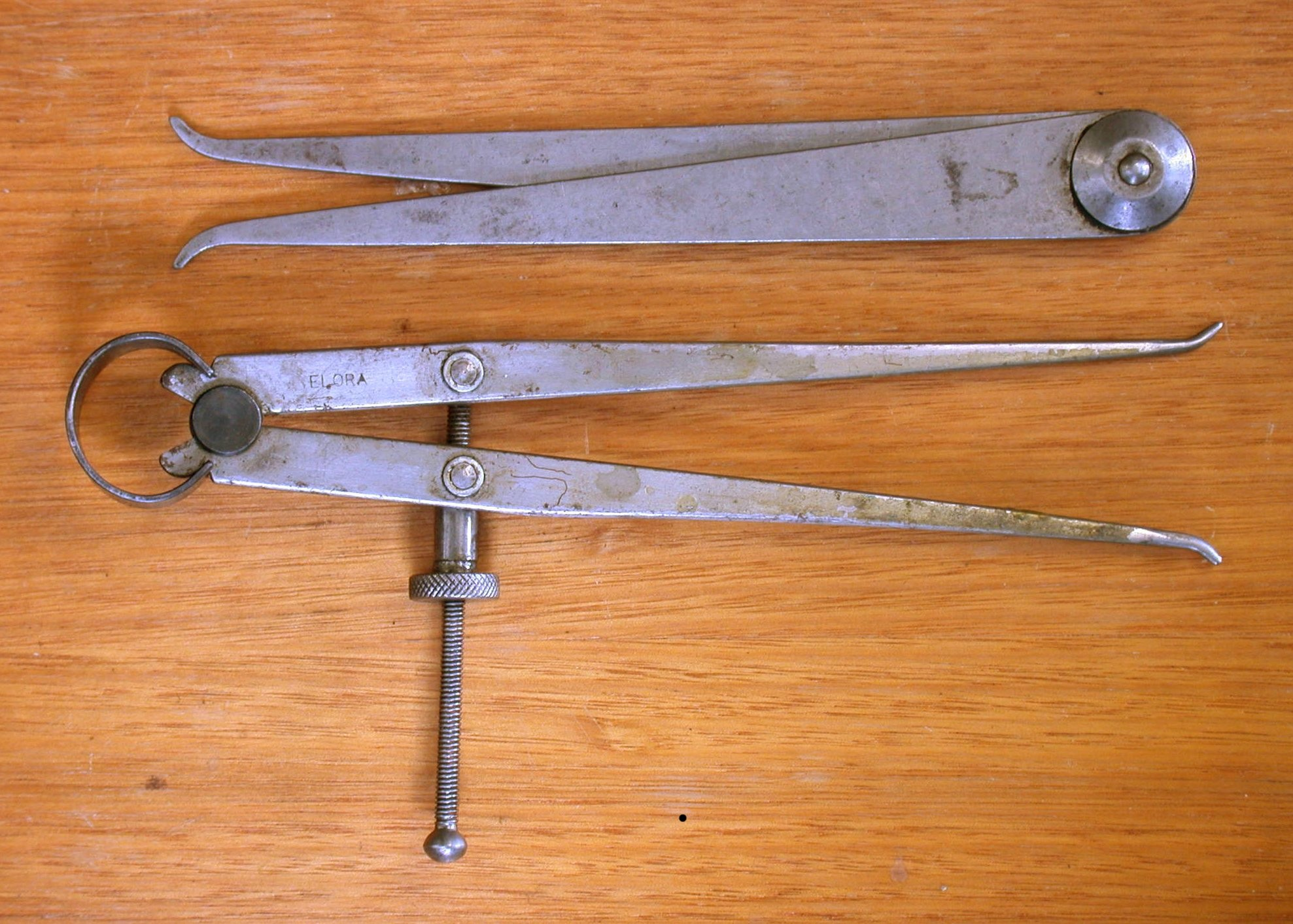
内卡尺

特徵是兩腳平直；卡尖轉向外側，可用於量測圓孔的內徑，及一般平行面間的內側距離，如溝槽、鍵槽之寬度，依結構不同分成普通式和彈簧式兩種。

## 单脚规

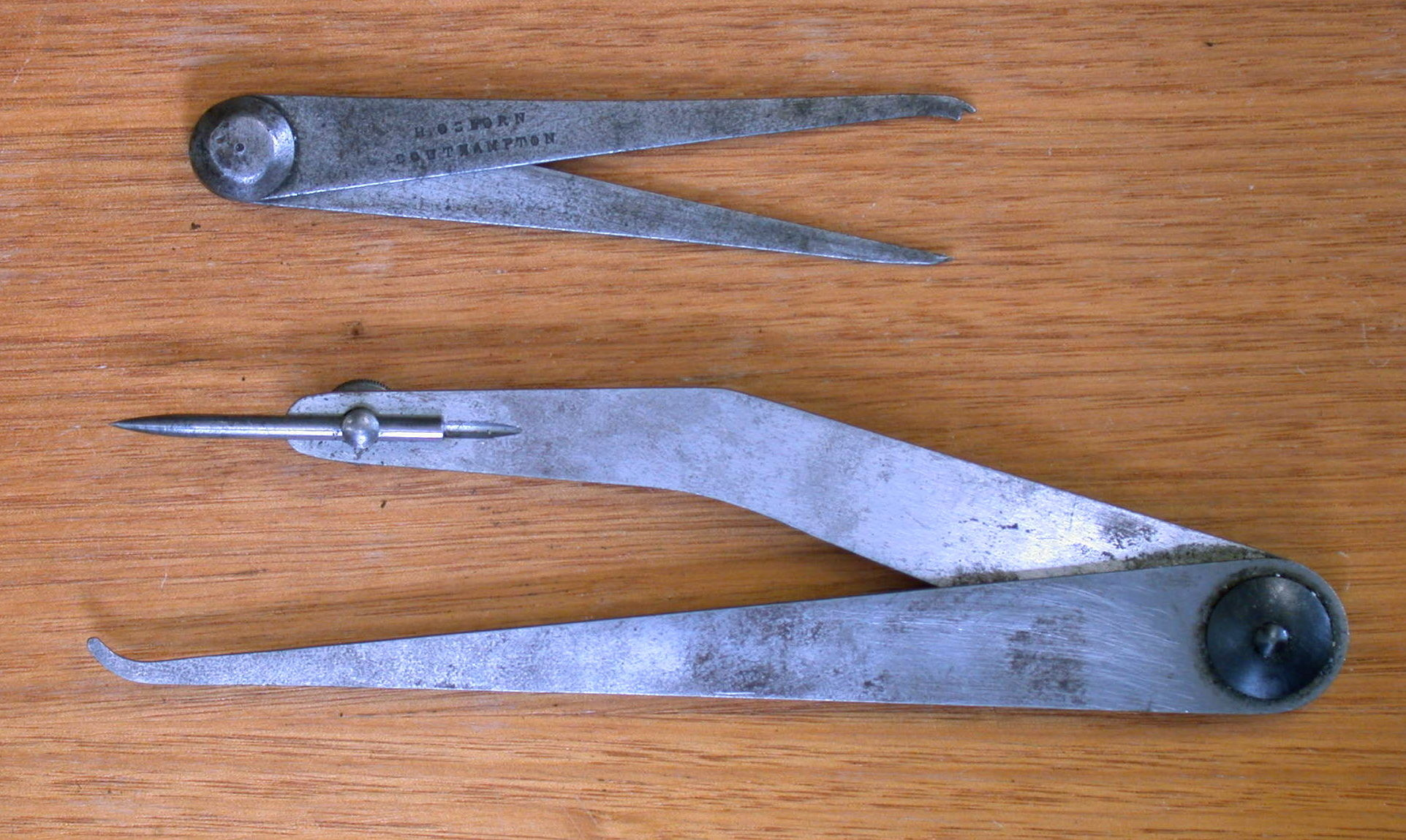
单脚规

一端为针，另一端为脚的畸形卡尺。通常用于从物体某边缘向其内部某一距离处画线。单脚规可以用来保证所画的线与物体边缘平行。

## 等分卡尺

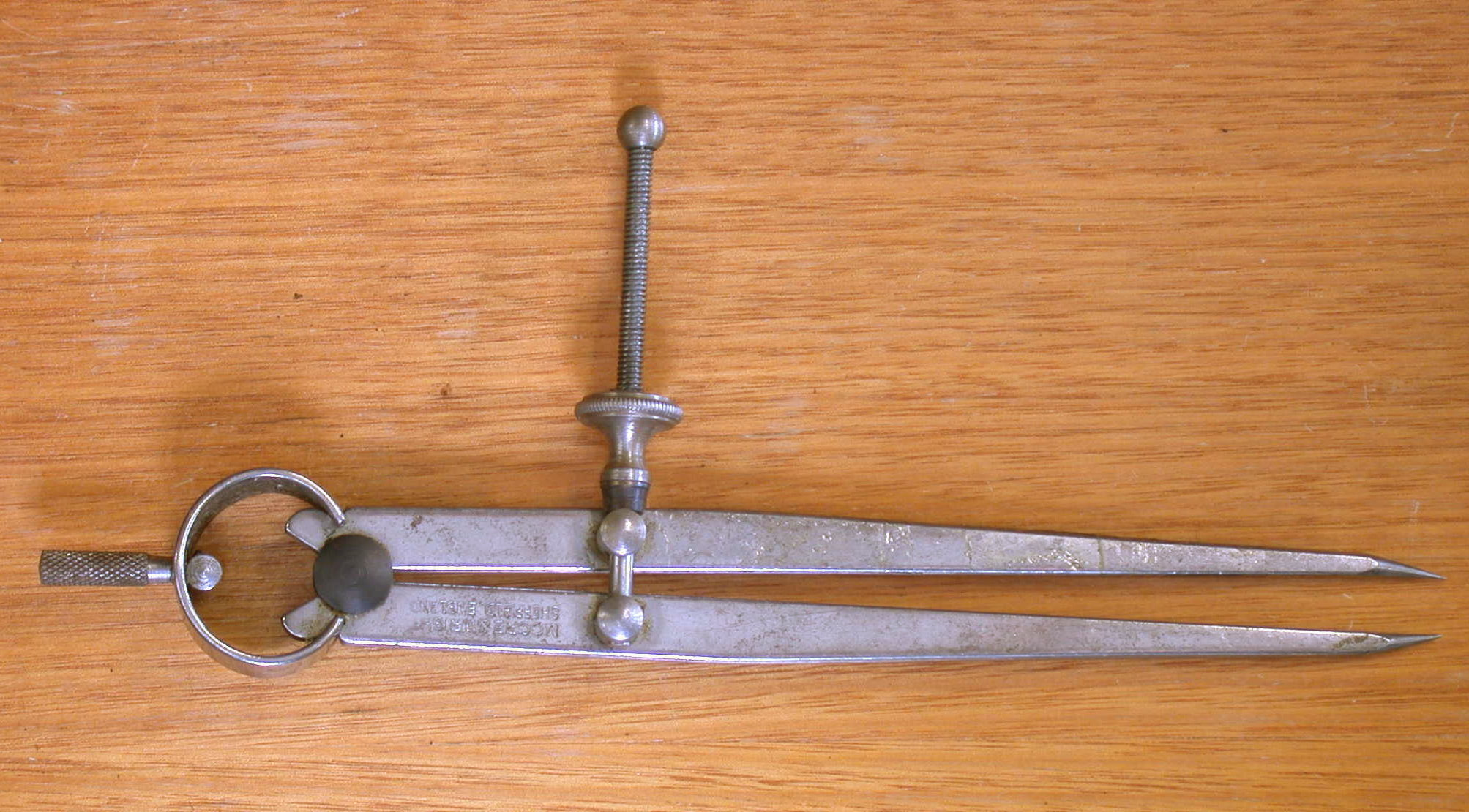
等分卡尺

俗称“画规”，将两点距离固定记录下来。常用于绘图、以及地图测距等。

## 游标卡尺

游标卡尺

对精确度要求较高的场合，通常会使用游标卡尺来进行更为精确的测量。